# 1114
[[Категорија: 1114
.| ]]
Година 1114 (MCXIV) била је проста година која је почела у четвртак.

## Догађаји
- 7. јануар – Цар Хајнрих V жени се Матилдом (или Мод), једанаестогодишњом ћерком краља Хенрија I од Енглеске, у Вормсу (данашња Немачка). Након брака, широм Светог римског царства избија политички сукоб, који је покренут када Хенри хапси канцелара Адалберта и разне друге немачке принчеве.
- Гроф Рамон Беренгер III (Велики) од Барселоне придружио се експедицији на Балеарска острва. Пизанска и каталонска флота (око 450 бродова), уз подршку велике војске, освајају Ибицу и Мајорку. Уништавају базе на острвима које су маварски пирати користили за плен медитеранских бродова.
- Српски кнез Ђорђе Војислављевић (или Ђорђе Бодиновић) је проглашен за краља. Припадао је династији Војислављевића, а био је син краља Константина Бодина. Пошто је држава Војислављевића још од раније била сведена на српско приморје, Ђорђе је као краљ владао првенствено у областима Дукље и Травуније, а његов покушај да обнови власт над свим српским земљама није успео.
- Битка код Мартореља: Алморавидски гувернер Сарагосе, Мухамед ибн ел-Хаџ, покреће експедицију против округа Барселона, али је поражен у заседи код Мартореља.
- Као део норманског ширења на југ, гроф Рутру II ступа у службу краља Алфонса I (Бојца) од Арагона.
- Цар Хуизонг из династије Сунг шаље поклон кинеских музичких инструмената, за употребу на краљевским банкетима, корејском двору у Горјеу, на захтев краља Јеџонга.
- 29. новембар – Велики земљотрес оштећује подручја крсташа на Блиском истоку. Од Антиохије и Мамистре до Мараша и Едесе погођени су потресима.

## Рођења
- Википедија:Непознат датум — У Рибници (данашња Подгорица) родио се Стефан Немања, родоначелник династије Немањић.

## Смрти
- Алипије Печерски

- Монах Нестор

- Ричард од Салерна